# Rammstein: Paris
Rammstein: Paris ist ein Videoalbum der deutschen Metal-Band Rammstein. Es wurde am 19. Mai 2017 veröffentlicht. Von der FSK ist das Album ab 16 Jahren freigegeben.
Die Audioaufnahmen sowie die Bilder für die Videoproduktion entstanden am 6. und 7. März 2012 während zwei Rammstein-Auftritten und einer Generalprobe im damaligen Palais Omnisports de Paris-Bercy. Regie führte der Schwede Jonas Åkerlund, der bereits für die Rammstein-Videos Mann gegen Mann, Pussy, Ich tu dir weh und Mein Land verantwortlich war. Bei den Dreharbeiten wurden Åkerlund zufolge pro Konzert 30 Kameras eingesetzt, bei der Generalprobe weitere zehn – insgesamt gab es 70 verschiedene Kamerapositionen. Der Schnitt habe zwei Jahre gedauert. Die Veröffentlichung wurde Åkerlunds Aussage nach zugunsten der 2015 erschienenen Dokumentation Rammstein in Amerika zurückgestellt.
Die Audioproduktion lag wie bei allen bis dato sechs Studioalben der Band in der Verantwortung des schwedischen Produzenten Jacob Hellner. Mixing Engineer war Stefan Glaumann, der diese Aufgabe bereits bei den Alben Sehnsucht, Mutter, Reise, Reise und Rosenrot übernommen hatte.
Ebenfalls beteiligt waren die Toningenieure Ulf Kruckenberg, bei nahezu allen Albumproduktionen der Band involviert, sowie Tom van Heesch, der am 2007er Apocalyptica-Album „World's Collide“ mitgearbeitet hatte.

## Versionen
- Rammstein: Paris (2 CDs, auch als Download und als Musikstreaming erhältlich)
- Rammstein: Paris Standard Edition (DVD oder Blu-ray)
- Rammstein: Paris Special Edition (2 CDs + DVD oder Blu-ray)
- Rammstein: Paris Limited „Metal“ Fan Edition (2 CDs + Blu-ray)
- Rammstein: Paris Deluxe Box Set (4 Vinyls + 2 CDs + Blu-ray)

## Covergestaltung
Das Albumcover zeigt stilisiert einen silbernen Eiffelturm mit der Band in der Mitte.

## Titelliste
Das Videoalbum erschien sowohl als Blu-ray als auch als Doppel-CD und 4xLP. In der Blu-ray-Version sind alle Titel auf einem Tonträger.

### CD 1
- Intro
- Sonne
- Wollt ihr das Bett in Flammen sehen?
- Keine Lust
- Sehnsucht
- Asche zu Asche
- Feuer frei!
- Mutter
- Mein Teil
- Du riechst so gut
- Links 2 3 4
- Du hast
- Haifisch

### CD 2
- Bück dich
- Mann gegen Mann
- Ohne dich
- Mein Herz brennt
- Amerika
- Ich will
- Engel
- Pussy
- Frühling in Paris

### LP 1
- Intro
- Sonne
- Wollt ihr das Bett in Flammen sehen?
- Keine Lust
- Sehnsucht
- Asche zu Asche
- Feuer Frei!
- Mutter

### LP 2
- Mein Teil
- Du riechst so gut
- Links 2 3 4
- Du hast
- Haifisch

### LP 3
- Bück dich
- Mann gegen Mann
- Ohne dich
- Mein Herz brennt
- Amerika
- Ich will

### LP 4
- Engel
- Pussy
- Frühling in Paris
- Crowd Symphony

## Vermarktung
Das Album wurde am 19. Mai 2017 veröffentlicht.
Außerdem wurde weltweit am 23., 24. und 29. März 2017 im Kino eine 90-minütige Fassung des Konzertfilms gezeigt, in der 16 der 22 Songs der im Mai veröffentlichten Kaufversion zu sehen waren. Bei der Kinopremiere, die am 16. März 2017 in der Volksbühne Berlin stattfand, war neben der Band auch Regisseur Jonas Åkerlund anwesend. Rammstein: Paris spielte ca. 1,1 Millionen € im Kino ein. Insgesamt sahen 113.400 Personen den Film im Kino. Ursprünglich hatten mehrere Kinoplattformen den Konzertfilm schon für die dritte Novemberwoche 2016 angekündigt. Dieser Termin wurde aber ohne Angabe von Gründen kurzfristig abgesagt. Die Kinoversion des Konzertfilms wurde mit Dolby Atmos Sound veröffentlicht, wohingegen die Blu-ray Veröffentlichung nur mit DTS-HD Master verkauft wurde.
Ein 22 Songs umfassender Director’s Cut auf DVD bzw. Blu-ray kam am 19. Mai auf den Markt, am 26. Mai erreichte die zeitgleich veröffentlichte Live-CD Platz eins in den deutschen Albumcharts.

## Reaktionen
Die Kinopräsentation im März 2017 fand unter großer medialer Beachtung statt und erntete im deutschen Feuilleton sowohl hinsichtlich der Inhalte als auch der Wahl der Volksbühne als Premierenort sowohl lobende als auch vernichtende Urteile. So schrieb unter anderem SpOn-Redakteur Jens Balzer am Tag der Premiere von „Rammstein: Paris“, diese entwerte als letztes popmusikalisches Großereignis in der Ära des (ausscheidenden) Intendanten Frank Castorf alles, wofür das Haus einmal gestanden habe. Er bezeichnete des Weiteren das Umfeld der Band als die „Urszene von AfD und Pegida“.
Am 26. Oktober 2017 wurde der Film Rammstein:Paris im Roundhouse im Londoner Stadtbezirk Camden in der Kategorie Best live concert mit dem UK Music Video Award 2017 prämiert. Dieser würdigt besonders kreative, innovative oder technisch hochwertige Musikfilm- und Musikvideoproduktionen.